# 恐怖份子樂園
《恐怖份子樂園》（英語：Postal）是一部2007年美國、加拿大和德國合拍的動作喜劇片，由烏維·鮑爾執導並與布萊恩·C·奈特（Bryan C. Knight）聯合編劇，主演陣容包括扎克·沃德、大衛·弗利、潔姬·托恩、J·K·西蒙斯、威勒·特耶、賴瑞·湯瑪斯、大衛·哈德斯頓和西摩·卡塞爾。
電影改編自Running with Scissors的電子遊戲系列《喋血街頭》，整體借鑒自《喋血街頭2》。劇情講述一名失業的男子與聯手邪教領袖叔叔從當地的遊樂園竊取一樣值錢的娃娃，但潛伏於美國社會的塔利班也盯上了相同的目標。
《恐怖份子樂園》在各地多半採有限上映，2007年10月18日在德國發行，2008年5月23日在美國和加拿大發行。電影口碑差勁，獲三項金酸莓獎提名，包括最差男配角（鮑爾）、最差男配角（特耶）和最差導演（鮑爾），並最終贏得了最差導演獎。

## 劇情
虛構的劫機者阿西夫和納比正在意圖發動九一一事件，兩人在途中爭論著襲擊後得到的獎勵處女數量，直到他們致電給上司奧薩瑪·賓·拉登後才得知處女可能沒有那麼多，因此阿西夫和納比決定放棄襲擊，改將飛機開往巴哈馬。但飛機上的乘客衝進駕駛艙，試圖奪回飛機（取自聯合航空93號班機恐怖襲擊），導致飛機最終仍撞毀了世界貿易中心北塔。
五年後，在亞利桑那州的天堂鎮（現實中是一座鬼城），面試失利、被妻子拋棄的杜德憎恨生活，打算不顧一切獲得一筆現金來離開城鎮。他決定與叔叔——世界末日邪教領袖兼騙子戴夫合作，以奪走一種罕見、被炒上天的克勞奇娃娃（Krotchy Dolls），該娃娃僅存兩千個，每個價值高達四千美元；戴夫也想藉此償還欠美國政府超過一百萬美元的補稅。
但杜德和戴夫不知道的是，賓·拉登和他的蓋達組織恐怖分子自九一一襲擊以來一直秘密躲藏在天堂鎮，在賓·拉登的好友喬治·沃克·布希總統的監視下，也盯上了這批貨物。為了擺脫九一一的災難，他們計劃給這些娃娃注入禽流感病毒，並將它們分發給毫無戒心的美國兒童。兩批人馬最終在販售娃娃的德國主題遊樂園「小德國」（Little Germany）狹路相逢，導致雙方以及腐敗警察葛瑞格與約翰展開大規模槍戰，導致數十名無辜兒童死亡。杜德等人最後成功帶走了娃娃以及樂園開幕嘉賓威勒·特耶，但這也讓杜德成為全民緝捕的公敵。
蓋達組織佔領了戴夫家的大院，杜德等人潛入大院的地下掩體，但此時戴夫的副手理查透露，自己現在必須實現戴夫叔叔虛構的《聖經》中預言：實現人類的滅絕。根據戴夫叔叔的聖經，引發世界末日的事件是一千隻猴子強暴了一名「小藝人」；理查於是將威勒·特耶扔進另一個房間的黑猩猩坑中，放任他遭強暴。理查射殺了戴夫叔叔，然後囚禁了杜德。杜德設法逃出，決定與蓋達組織、理查、出軌的妻子、警察和許多想要殺死自己的人發動一場單人戰爭，同時還說服了原本幫助理查的邪教女孩們。在前往自家拖車公園的路上，結識了先前曾見面的咖啡師費絲，兩人經過一番爭論後決定聯手。然後他們兩人開始計劃殺死所有的恐怖分子、嗜血的鎮民、瘋狂的邪教殘黨，以及正在與杜德妻子做愛的葛瑞格與約翰。在槍戰中，賓·拉登用公共電話求助布希總統，讓對方派一架直升機來救走自己，並對方會合。
贏得槍戰後，杜德、費絲以及杜德的狗開著一輛偷來的警車離開。他們漫不經心地打開收音機，卻得知布希把當天的槍戰和爆炸歸咎於中國和印度，並「被迫用極端核力量摧毀這兩個國家」。美國隨後向中國和印度各發射了三十枚核導彈。作為報復，中國和印度也分別向美國發射了三十枚核導彈，所有導彈都計劃在兩分鐘內擊中目標。心死的杜德引導炸彈開關，將拖車內的妻子以及葛瑞格與約翰全部炸死。
當蘑菇雲在地平線上爆炸時，賓·拉登和布希手拉手一起跳過田野，賓·拉登笑著說：「喬治，我認為這是一段美好友誼的開始。」多枚導彈落於美國時，暗示全世界都可能被摧毀。

## 演員
- 扎克·沃德飾演杜德（Dude）
- 大衛·弗利飾演戴夫叔叔（Uncle Dave）
- 克里斯·考波拉（英语：Chris Coppola）飾演理查（Richard）
- 潔姬·托恩（英语：Jackie Tohn）飾演費絲（Faith）
- J·K·西蒙斯飾演候選人尤金·威爾斯（Candidate Eugene Welles）
- 羅夫·姆勒飾演約翰·曼警官（Officer John Mann）
- 威勒·特耶飾演他自己
- 克里斯·斯賓塞（英语：Chris Spencer (actor)）飾演葛瑞格·夏普警官（Officer Greg Sharp）
- 賴瑞·湯瑪斯（英语：Larry Thomas (actor)）飾演奧薩瑪·賓·拉登
- 麥可·派瑞飾演乞討者
- 艾力克·阿瓦里（英语：Erick Avari）飾演哈比（Habib）
- 琳賽·胡利斯特（英语：Lindsay Hollister）飾演紀錄員
- 布倫特·門登哈爾（Brent Mendenhall）飾演喬治·沃克·布希
- 里克·霍夫曼飾演科尼利厄斯·布萊瑟先生（Mr. Cornelius Blither）
- 麥克·班耶爾（英语：Michael Benyaer）飾演穆罕默德（Mohammed）
- 大衛·哈德斯頓（英语：David Huddleston）飾演彼得（Peter）
- 西摩·卡塞爾（英语：Seymour Cassel）飾演保羅（Paul）
- 烏維·鮑爾飾演他自己
- 凱莉·甘澤爾（英语：Carrie Genzel）飾演記者蓋兒（Reporter Gayle）
- 麥克·多普德飾演保全#2
- 理查·伊恩·考克斯（英语：Richard Ian Cox）飾演咖啡顧客
- 茱莉亞·桑德貝里·漢森（英语：Julia Sandberg Hansson）飾演米茲（Mitzi）
- 米凱拉·曼恩（Michaela Mann）飾演珍妮（Jenny）
- 荷莉·艾格林頓（Holly Eglinton）飾演凱倫（Karen）
- 露西·格斯特（Lucie Guest）飾演辛蒂（Cindy）
- 梅勒妮·帕帕拉飾演娜西拉（Nasira）
- 洛莉艾兒·紐（Lorielle New）飾演史黛爾（Starr）

Running with Scissors的文斯·德西（Vince Desi）在片中飾演克勞奇（Krotchy）／他自己。

## 取消的續集
電影製作後不久，烏維·鮑爾表示很可能會製作《恐怖份子樂園2》，即使以DVD首映發行。在2012年的一次採訪中，的文斯·德西表示：「目前正就另一部電影進行洽談」。2013年8月28日，鮑爾宣布透過Kickstarter來籌集《恐怖份子樂園2》的資金。由於籌資不足，該項目於10月5日被取消。

## 外部連結
- 互联网电影数据库（IMDb）上《恐怖份子樂園》的资料（英文）
- AllMovie上《恐怖份子樂園》的资料（英文）
- Box Office Mojo上《恐怖份子樂園》的資料（英文）
- 爛番茄上《恐怖份子樂園》的資料（英文）
- Metacritic上《恐怖份子樂園》的資料（英文）